# 小行星22993
小行星22993（22993 Aferrari）是一颗绕太阳运转的小行星，为主小行星带小行星。该小行星于1999年11月19日发现。

## 轨道参数
小行星22993的轨道半长轴为390 335 123 km，2.6091920 UA，离心率为0.146。